# 흘라네흘리

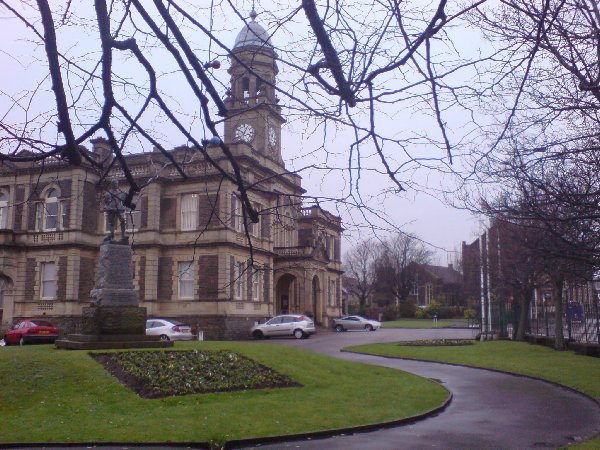

흘라네흘리(웨일스어: Llanelli)는 영국 웨일스 카마던셔에 위치한 도시로 인구는 49,591명(2011년 기준)이다. 스완지에서 북서쪽으로 약 16km, 카마던에서 남동쪽으로 19km 정도 떨어진 곳에 위치한다.